# Josep Guijarro i Triadó
Josep Guijarro i Triadó (Terrassa, Vallès Occidental, 12 de maig de 1967) és un periodista, escriptor i reporter de ràdio, premsa i televisió que treballa essencialment en castellà.

## Biografia
Va dirigir el programa Enigmes i Misteris a RNE 4, dedicat als misteris. Ha estat redactor en cap de la revista Más Allá i director de la desapareguda revista Karma 7. També va dirigir la revista de viatges Rutas del Mundo.
Col·labora amb el programa radiofònic La Rosa de los Vientos, a Onda Cero amb una secció titulada Los 32 Rumbos que disposa de web site a Internet Los 32 Rumbos.
Conegut per les seves recerques ufològiques, ha escrit diversos llibres i en 2013 ha treballat com a documentalista de la sèrie extraterrestres a Canal de Historia. En l'actualitat dirigeix la revista de viatges, arqueologia i enigmes històrics Planeta desconocido.

## Obra
- Infiltrados, seres de otras dimensiones entre nosotros (Sangrilá, 1994), ISBN 84-604-9144-7
- Guía de la Cataluña mágica (Martínez Roca, 1999), ISBN 84-270-2455-X
- El tesoro oculto de los templarios (Martínez Roca, 2001) ISBN 84-270-2700-1
- Gótica (Aguilar, 2005) ISBN 84-03-09621-6
- Rex Mundi (Aguilar, 2006) ISBN 84-03-09704-2
- In-Creíble (Libros Cúpula, 2013) ISBN 978-84-480-0816-1
- Guia fantàstica de Catalunya (Angle Editorial, 2013) ISBN 978-84-15695-40-0
- Coincidencias Imposibles (Libros Cúpula, 2014) ISBN 978-84-480-2036-1